# Estearat de liti
Estearat de liti és un compost químic amb la fórmula LiO₂C(CH₂)16CH₃. Està formalment classificat com un sabó (una sal d'un àcid gras). L'estearat de liti és un sòlid tou blanc, preparat per la reacció de l'hidròxid de liti amb l'àcid esteàric.
L'estearat de liti i el liti 12-hidroxiestarat són sabons de liti i són components del greix de liti.